# Svenasjö kapell
Svenasjö kapell är en kyrkobyggnad i Marks kommun. Den tillhör Örby-Skene församling i Göteborgs stift.

## Historia
Några kilometer sydost om det nuvarande kapellet stod tidigare en medeltida kyrka med tillhörande begravningsplats som tillhörde Svänasjö församling som upphörde omkring 1570. 
Svenasjö kapell inryms i en byggnad som uppfördes som skolhus 1877. Den började användas som kyrka redan 1921 efter att orten fått en ny skola. År 1929 bildades stiftelsen Svenasjö kyrkolokal på vilkens initiativ 1934 genomfördes en ombyggnation av huset till kapell efter ritningar av arkitekt Sigfrid Ericson, som även ritade den fasta inredningen. Femtio år senare, 1984, överlämnades kyrkan till Örby församling.

## Kyrkobyggnaden
Byggnaden är uppförd i trä med falurödmålad stående panel. Kapellet består av ett långhus med kor i öster, sakristia i söder och ett mindre vapenhus i väster där porten finns. Långhuset och koret täcks av ett valmat sadeltak och resten av byggnaden av ett vanligt sadeltak. 
Interiören består av ett högvälvt, valmat spetstak som liksom väggarna är vitmålat. Fasta bänkkvarter med mittgång och separat kor med altare mot fondväggen.
Några meter sydväst om kyrkan står klockstapeln uppförd 1936. 

## Inventarier
Flera av inventarierna tillverkades 1934 av Hallstorps snickerifabrik i Öxabäck. Till dessa hör altaret med altarringen, bänkarna, predikstolen och dopfunten. I kyrkan finns dessutom ett altarskåp i form av en triptyk som tillverkades 1683 i Tyskland. Sin orgel fick kyrkan 1953.